# Kimberly: The People I Used to Know
Kimberly: The People I Used to Know è il quarto album in studio della cantante statunitense K. Michelle, pubblicato nel 2017.

## Tracce
1. Welcome to the People I Used to Know – 0:32
2. Alert – 2:18
3. God, Love, Sex, and Drugs – 3:52
4. Make This Song Cry – 3:27
5. Crazy Like You – 3:44
6. Kim K – 2:33
7. Takes Two (featuring Jeremih) – 3:24
8. Rounds – 3:25
9. Either Way (featuring Chris Brown) – 4:14
10. Birthday – 4:01
11. Fuck Your Man (Interlude) – 3:41
12. No Not You – 3:50
13. Giving Up on Love – 3:20
14. Help Me Grow (Interlude) – 0:28
15. Heaven – 3:56
16. Run Don't Walk – 3:48
17. Industry Suicide (Interlude) – 0:32
18. Talk to God – 4:27
19. Brain on Love – 3:27
20. Woman of My Word – 2:53
21. Outro (performed by Princess Nokia) – 1:07